# Martin Šulík
Martin Šulík (ur. 20 października 1962 w Żylinie) – słowacki reżyser i scenarzysta filmowy. Ukończył studia na Wydziale Filmu i Telewizji Wyższej Szkoły Sztuk Dramatycznych w Bratysławie.

## Wybrana filmografia
- 1991: Czułość (Neha)
- 1992: Wszystko, co lubię (Všetko čo mám rád)
- 1995: Ogród (Záhrada)
- 1997: Orbis Pictus
- 2000: Pejzaż (Krajinka)
- 2005: Słoneczne miasto (Slnečný štát)
- 2011: Cygan (Cigan)